# Maya Pedersen-Bieri
Pour les articles homonymes, voir Pedersen et Bieri.
Maya Pedersen-Bieri, née le 27 novembre 1972, est une skeletoneuse suisse. Elle a obtenu la médaille d'or aux Jeux olympiques de Turin le 16 février 2006. Elle a également remporté deux fois les Championnats du monde de skeleton et une fois le classement général de la Coupe du monde de skeleton en 1998 (appelée Coupe de la FIBT à cette époque). 

## Biographie
Maya Pedersen-Bieri est née le 27 novembre 1972 à Spiez, dans le canton de Berne, en Suisse. Elle a commencé à pratiquer le skeleton à partir de 1994, après avoir essayé ce sport sur une piste de Innsbruck, en Autriche. Elle est entrée dans l'équipe de Suisse de skeleton en 1995. Son gabarit de 162 centimètres pour 52 kilos a fait d'elle une des plus petites skeletoneuses du circuit. À cette époque, le skeleton féminin était très peu représenté. Il n'y avait pas encore de Championnat du monde, ni de Coupe du monde féminine. La coupe de la FIBT a fait son apparition lors de la saison 1997-1998 et a été le précurseur de la Coupe du monde. Maya Pedersen-Bieri a remporté cette première édition de la Coupe de la FIBT, qui est devenue l'année suivante la Coupe du monde féminine. Elle a terminé ensuite en Coupe du monde à la deuxième place en 1999, puis à la deuxième place en 2000.
Le Championnat du monde féminin est apparu lors de la saison 1999-2000. Maya Pedersen-Bieri participe à compétition l'année suivante. Elle remporte la médaille d'or sur la piste de Calgary, au Canada, en devançant la britannique Alex Coomber. Elle a également terminé à la troisième de la coupe du monde à la fin de la saison.
Les succès de la skeletoneuse sont restés toutefois inaperçus par le public. Le skeleton a été très peu médiatisé à cette époque. Mais en 2002, ce sport a fait son retour aux Jeux olympiques d'hiver, 54 ans après sa dernière apparition aux Jeux olympiques d'hiver de 1948. Aux Jeux de Salt Lake City, Maya Pedersen-Bieri a participé à l'épreuve féminine et a terminé à la 5e position. Elle a terminé également à la deuxième au classement de la coupe du monde.
Elle a décidé de prendre une pause sportive lors de la saison 2003-2004 où elle a accouché de son premier enfant. Par la suite, elle a pris part au championnat d'Europe où elle a obtenu une 4e place en 2004 et une 2e place en 2005. Elle a remporté la médaille d'or aux championnats du monde de skeleton en 2005, devenant ainsi la première double championne du monde dans sa discipline.
En 2006, elle est qualifiée pour les Jeux olympiques d'hiver de 2006, à Turin. La skeletoneuse suisse fait partie des favorites, malgré quelle ait été le plus petit gabarit de la compétition. Elle a remporté la médaille d'or en terminant devant la Britannique Shelley Rudman et la Canadienne Mellisa Hollingsworth. Elle devient la première athlète suisse à remporter l'or en skeleton, hommes et femmes confondus. La même année, elle a terminé deuxième du classement de la coupe du monde et a remporté le championnat d'Europe 2006 sur la piste de St-Moritz, en Suisse.
En 2007, elle a remporté la médaille d'argent en individuelle et la médaille de bronze de la compétition par équipes des Championnats du monde. Elle a aussi obtenu une seconde place au championnat d'Europe 2007. En 2008, elle a pris une pause sportive avec la venue au monde de son second enfant. Elle a repris la compétition en 2009, mais les résultats n'ont pas suivi les mêmes réussites des années précédentes. Elle a tout de même remporté la médaille de bronze au Championnat d'Europe 2009 et l'argent à la compétition par équipes des Championnats du monde.
Maya Pedersen-Bieri s'est qualifiée pour les Jeux olympiques d'hiver de 2010, à Vancouver. Elle a annoncé qu'elle mettra un terme à sa carrière après l'épreuve olympique. Contrairement aux Jeux de 2006, la skeletoneuse n'a pas figuré parmi les favorites. Elle a terminé à la 9e place de la compétition, la dernière de sa carrière.

## Palmarès

### Jeux olympiques d'hiver
- Jeux olympiques de 2002 à Salt Lake City (États-Unis) :
  - 5e place.
- Jeux olympiques de 2006 à Turin (Italie) :
  -  Médaille d'or.
- Jeux olympiques de 2010 à Vancouver (Canada) :
  - 9e place.

### Championnats du monde
- 2001 :  Médaille d'or à Calgary.
- 2005 :  Médaille d'or à Calgary.
- 2007 :  Médaille d'argent à Saint-Moritz.
- 2007 :  Médaille de bronze en épreuve mixte à Saint-Moritz.
- 2009 :  Médaille d'argent en épreuve mixte à Lake Placid.

### Championnats d'Europe
- 2005 :  Médaille d'argent.
- 2006 :  Médaille d'or.
- 2007 :  Médaille d'argent.
- 2009 :  Médaille de bronze.

### Coupe du monde
- 1 globe de cristal en individuel : vainqueur en 1998.
- Meilleur classement au général : 
  - 2e en 2000, 2002, 2005 et 2006.
  - 3e en 1999 et 2001.
- 26 podiums individuels : 8 victoires, 8 deuxièmes places et 10 troisièmes places.

#### Détails des victoires en Coupe du monde
| Édition   | Piste                                      | Total |
| 1997-1998 | Winterberg La Plagne                       | 2     |
| 2000-2001 | Igls                                       | 1     |
| 2004-2005 | Lake Placid                                | 1     |
| 2005-2006 | Lake Placid Sigulda Altenberg Saint-Moritz | 4     |